# Эль-Росарио (Колумбия)
Эль-Росарио (исп. El Rosario) — город и муниципалитет на юго-западе Колумбии, на территории департамента Нариньо. Входит в состав провинции Ла-Кордильера.

## История
Поселение, из которого позднее вырос город, было основано в 1815 году. Муниципалитет Эль-Росарио был выделен в отдельную административную единицу в 1904 году.

## Географическое положение

Муниципалитет Эль-Росарио

Город расположен в северо-восточной части департамента, в горной местности Западной Кордильеры, к западу от реки Патия, на расстоянии приблизительно 55 километров к северу от города Пасто, административного центра департамента. Абсолютная высота — 1612 метров над уровнем моря.
Муниципалитет Эль-Росарио граничит на севере и северо-западе с территорией муниципалитета Эль-Чарко, на юго-западе — с муниципалитетом Кумбитара, на юге — с муниципалитетом Поликарпа, на юго-востоке — с муниципалитетом Таминанго, на северо-востоке — с муниципалитетом Лейва, на востоке — с территорией департамента Каука. Площадь муниципалитета составляет 566 км².

## Население
По данным Национального административного департамента статистики Колумбии, совокупная численность населения города и муниципалитета в 2024 году составляла 12 935 человек.
Динамика численности населения муниципалитета по годам:
| 2005   | 2010   | 2015   | 2020   | 2021   | 2022   | 2023   | 2024   |
| ------ | ------ | ------ | ------ | ------ | ------ | ------ | ------ |
| 11 368 | 10 826 | 10 201 | 12 567 | 12 704 | 12 771 | 12 843 | 12 935 |

Согласно данным переписи 2005 года мужчины составляли 53 % от населения Эль-Росарио, женщины — соответственно 47 %. В расовом отношении белые и метисы составляли 99,8 % от населения города; негры, мулаты и райсальцы — 0,2 %.
Уровень грамотности среди всего населения составлял 80,7 %.

## Экономика
60,8 % от общего числа городских и муниципальных предприятий составляют предприятия торговой сферы, 25,5 % — предприятия сферы обслуживания, 9,8 % — промышленные предприятия, 3,9 % — предприятия иных отраслей экономики.